# اینتکت فایننشل
اینتکت فایننشل (انگلیسی: Intact Financial) شرکت خدمات مالی کانادایی است، که در سال ۱۸۰۹ تأسیس شد.